# Drievuldigheidsklooster (Meteora)

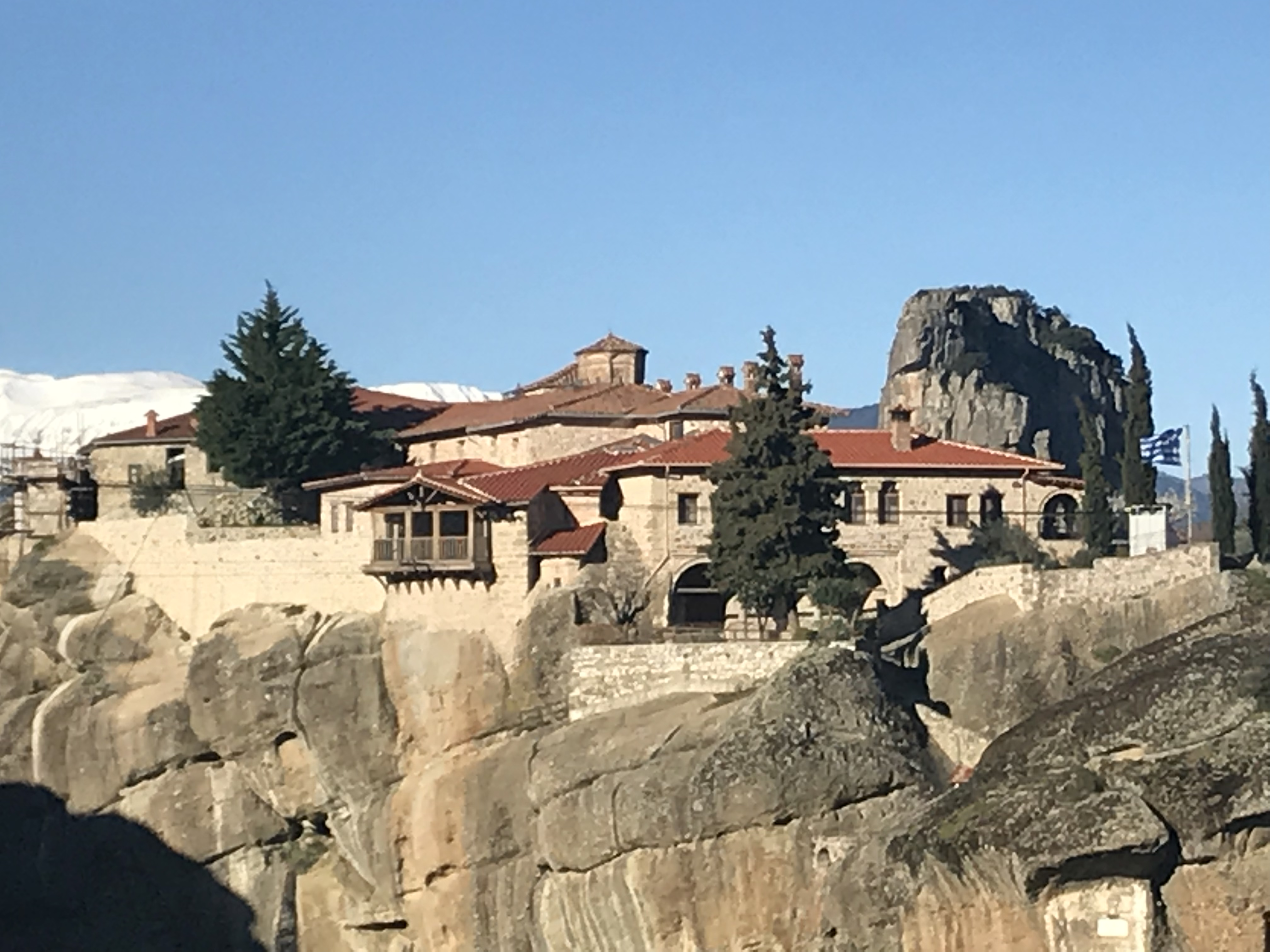
Drievuldigheidsklooster

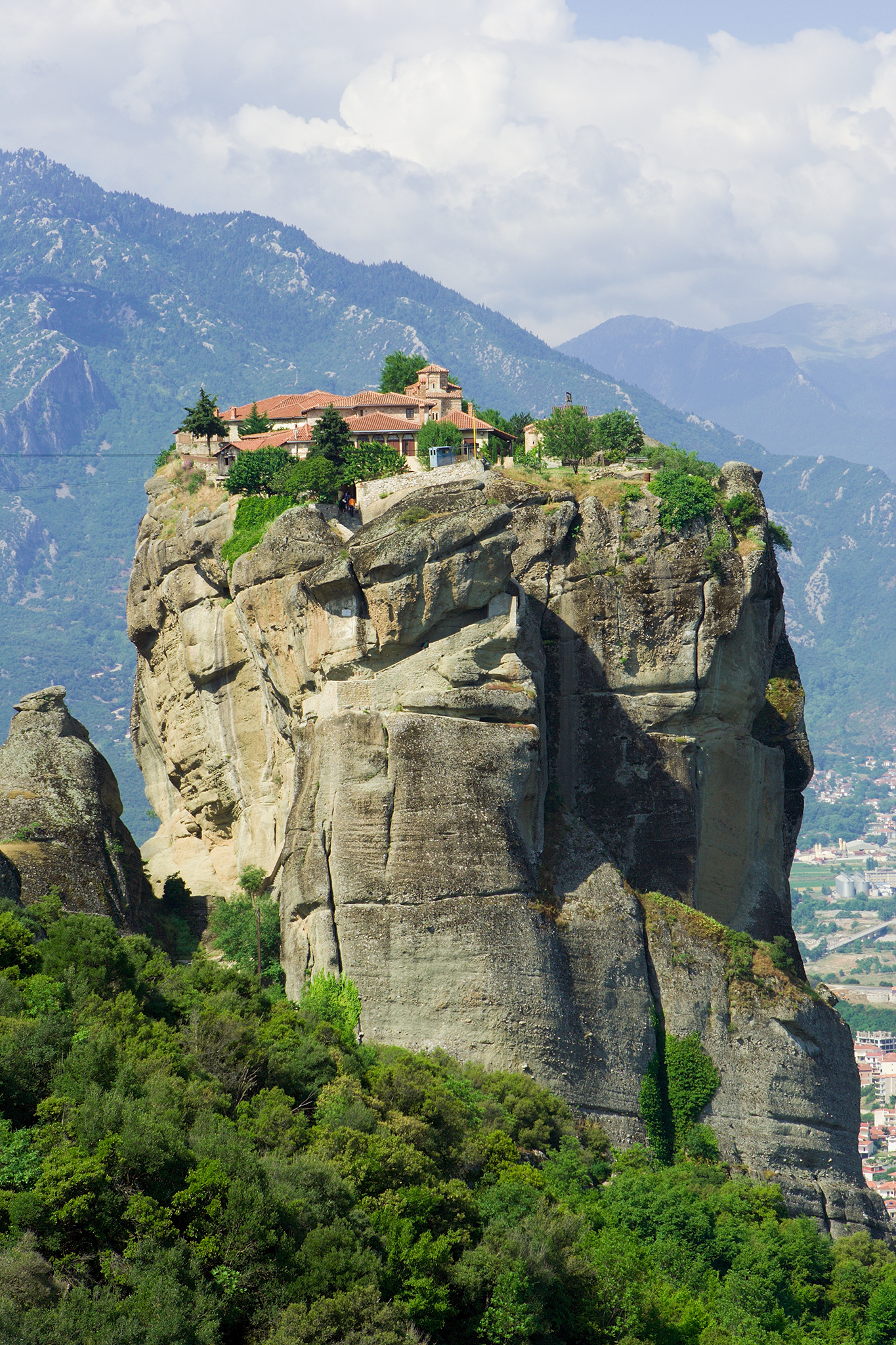
Het Drievuldigheidsklooster is gebouwd op een van de vele zandstenen rotspilaren in de Griekse streek Meteora.

Het Drievuldigheidsklooster (Grieks: Η Μονή Αγίας Τριάδος), ook wel Moni Agias Triados, is een Grieks-orthodox klooster in de Griekse streek Meteora.

## Geschiedenis
De kloostergemeenschap werd gesticht door de monnik Dometius maar het is niet duidelijk wanneer precies. Er zijn bronnen die het jaar 1438 vermelden, maar uit een briefwisseling van Simeon Uroš kan worden geconcludeerd dat reeds in 1362 een gemeenschap werd gevormd. De bouw van het hoofdgebouw (katholikon) begon omstreeks 1458 en werd volgens een inscriptie aan de zuidelijke gevel afgerond in 1476.
De schatkamer van het klooster werd tijdens de Tweede Wereldoorlog door Duitse soldaten leeggeroofd.

## Films
Het Drievuldigheidsklooster is gebruikt als decor in de Kuifjefilm Kuifje en het geheim van het Gulden Vlies (1961) en de Bondfilm For Your Eyes Only (1981).